# Haut-Kœnigsbourg
Haut-Koenigsbourg – zamek położony niedaleko miejscowości Orschwiller w Alzacji, Francja. Zbudowany w strategicznej lokalizacji, na skalistym wzgórzu o wysokości 757 m n.p.m. w Wogezach.

## Historia
Pierwsza wzmianka o zamku, zbudowanym w stylu romańskim, pojawia się w 1147. Wówczas należy on do rodu Hohenstaufhów. W 1192 warownia otrzymała nazwę Königsburg. W 1462 dochodzi do zburzenie zamku. W latach 1479–1519 następuje jego odbudowa w formie ufortyfikowanego pałacu o powierzchni 30 ha. W 1530 zamek został zastawiony na rzecz rodziny von Sickingen. Przedstawiciel tego rodu otrzymał tytuł kasztelana. Sickingenowie byli zobowiązani do utrzymania i obrony twierdzy zgodnie z interesami domu austriackiego. W 1633 obiekt został spalony podczas wojny trzydziestoletniej (1618–1648). W 1899 nastąpiło przekazanie zamku cesarzowi niemieckiemu Wilhemowi II Hohenzollernowi, który nakazał jego odbudowę. Prace restauratorskie prowadzone były pod nadzorem architekta Bodo Ebhardta. W 1919 zgodnie z postanowieniami traktatu wersalskiego zamek został przekazany Francji a  1993 otrzymał status zabytku narodowego Francji.

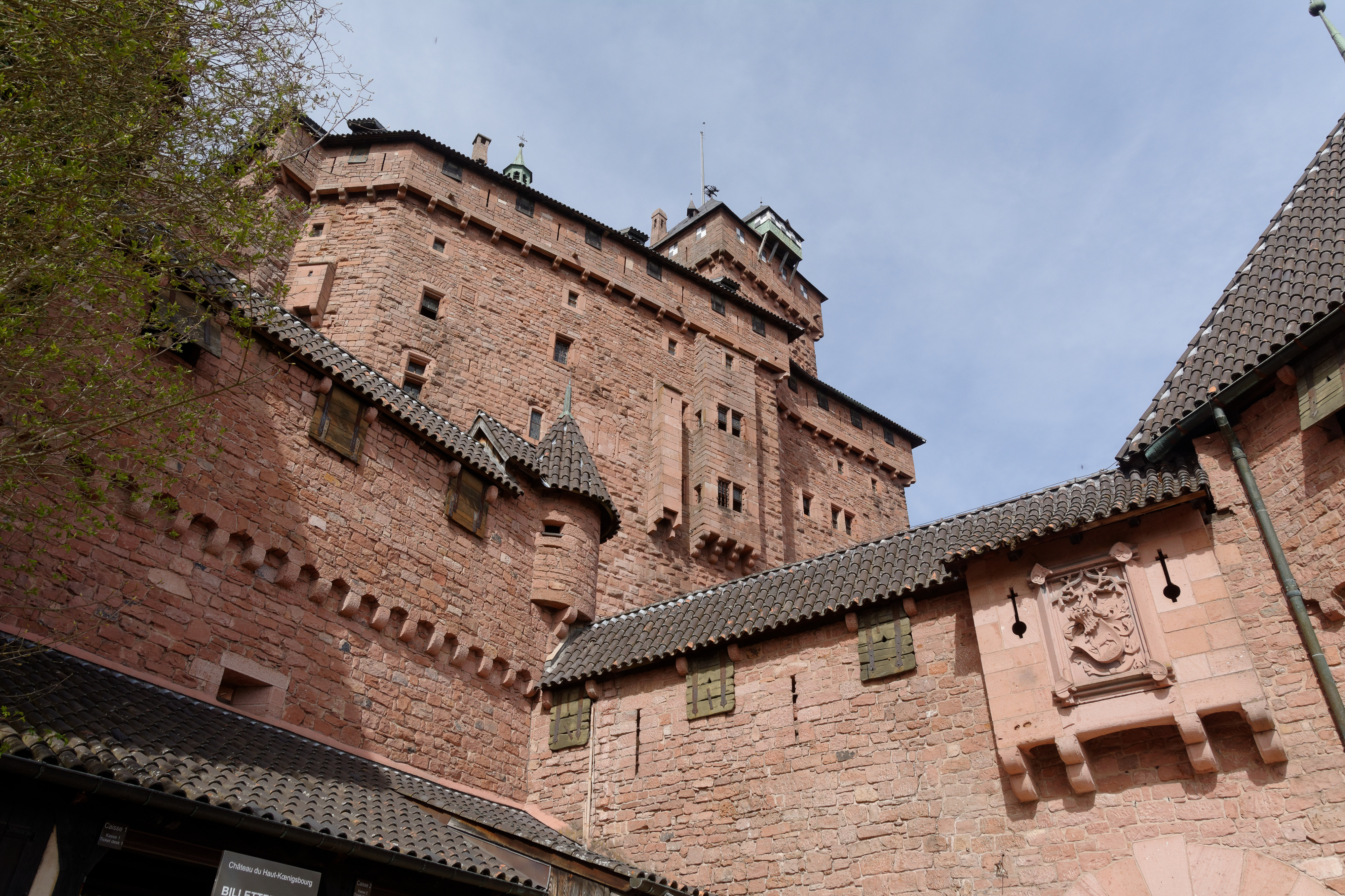
Wykusz z herbem von Thierstain
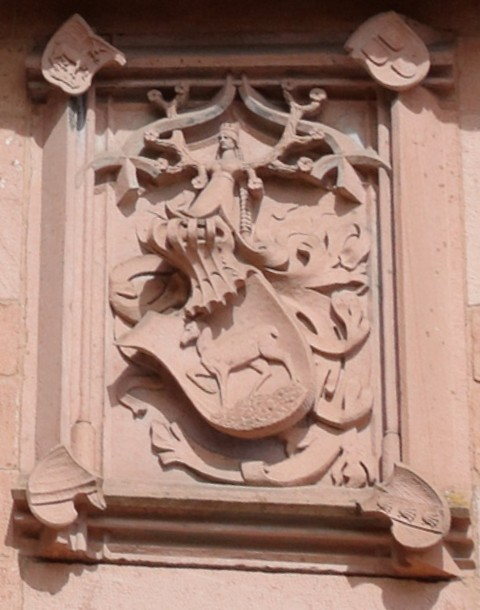
Herb von Thierstain
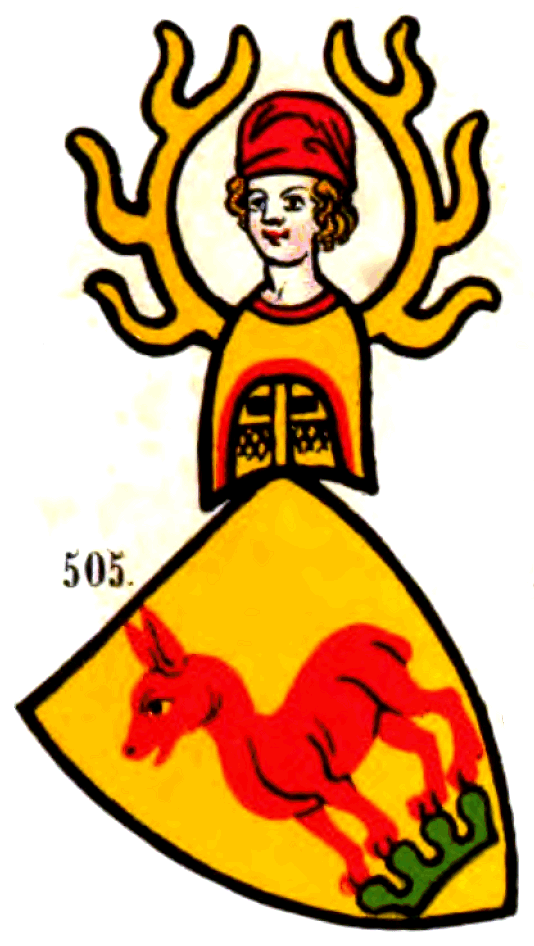
Herb von Thierstain
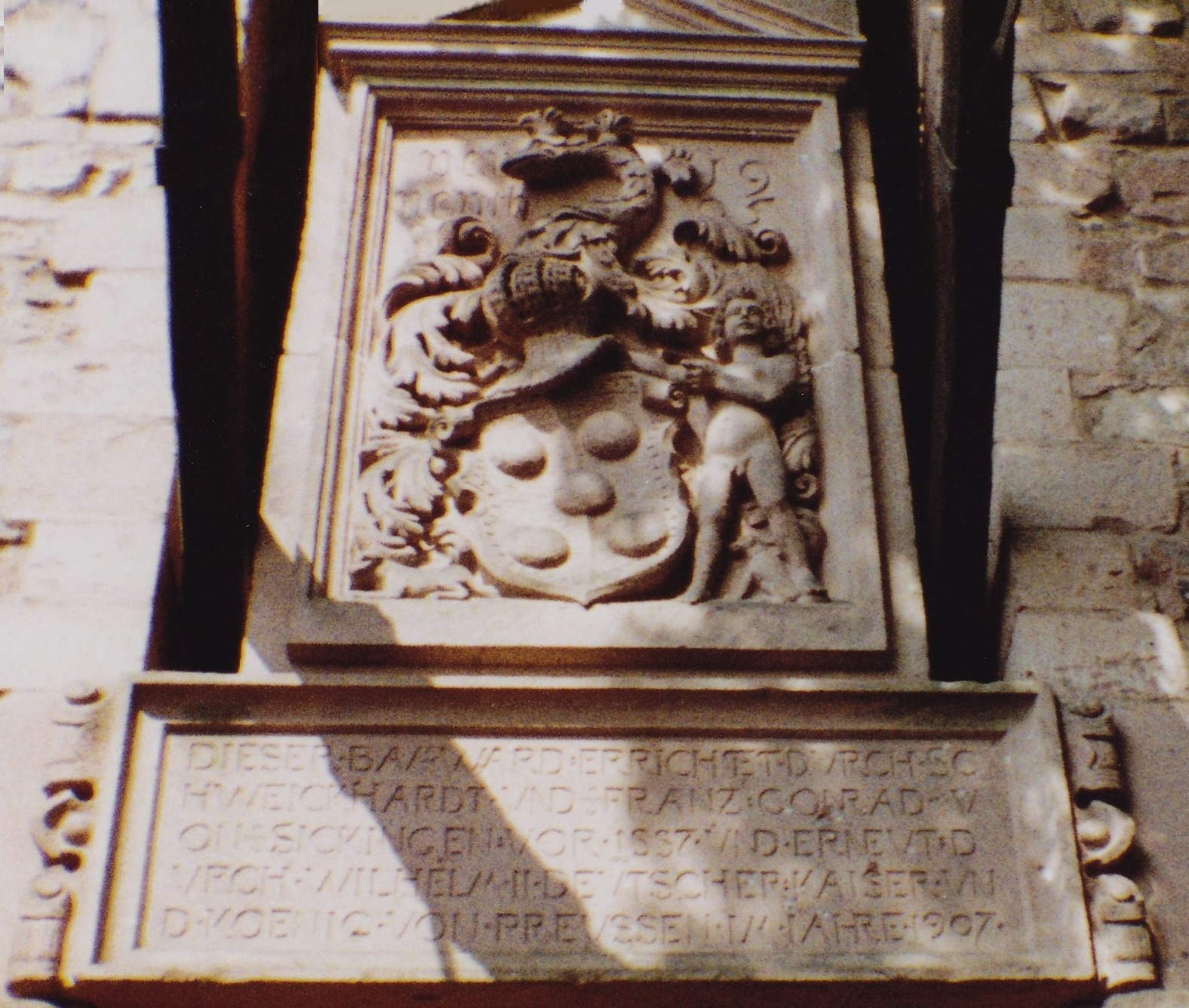
Herb  Franza Conrada von Sickingena
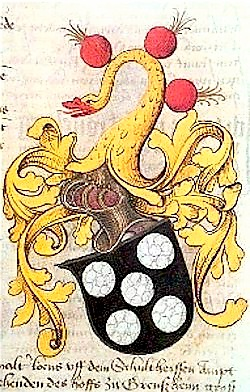
Herb Franza Conrada Sickingena (1511-74)
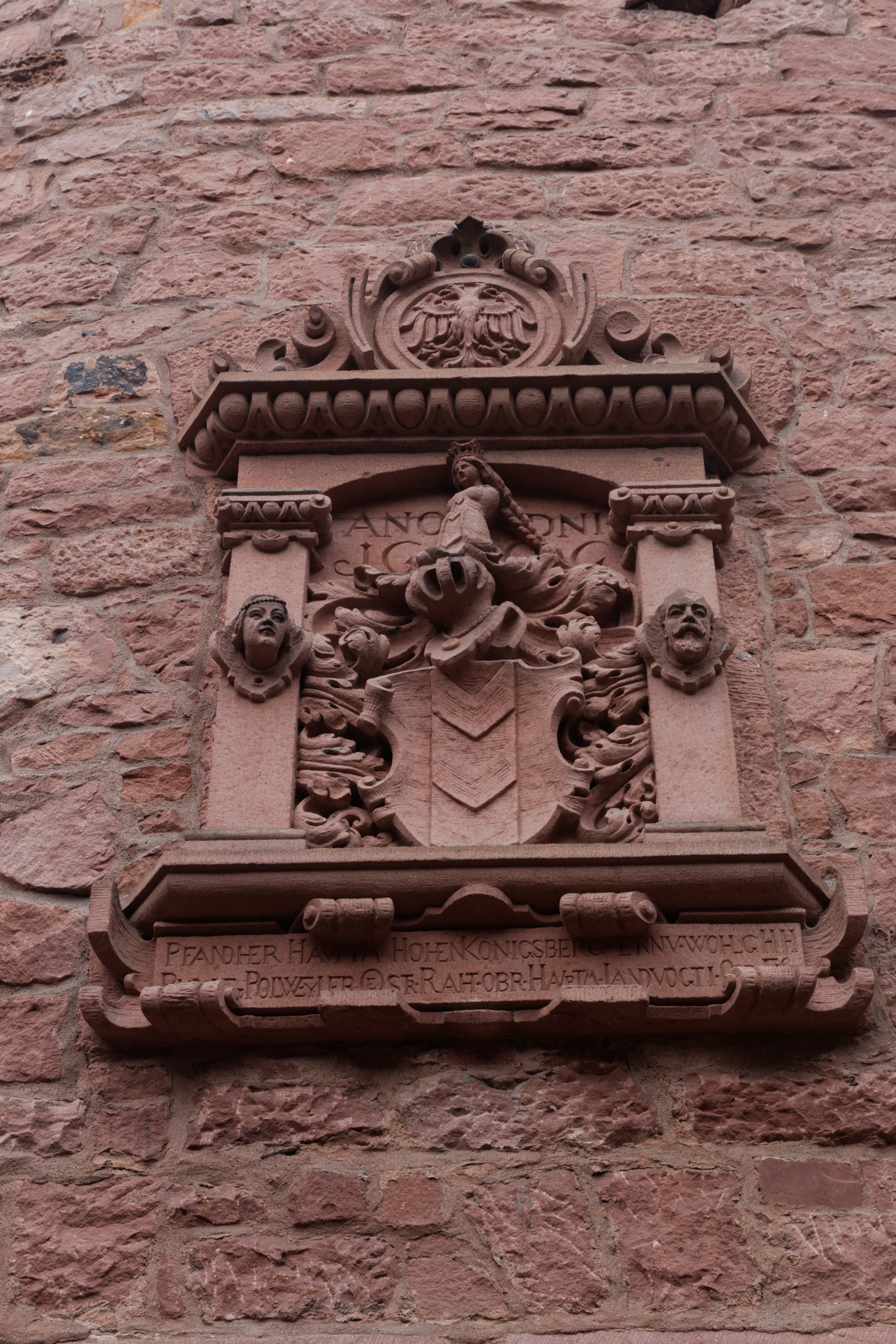
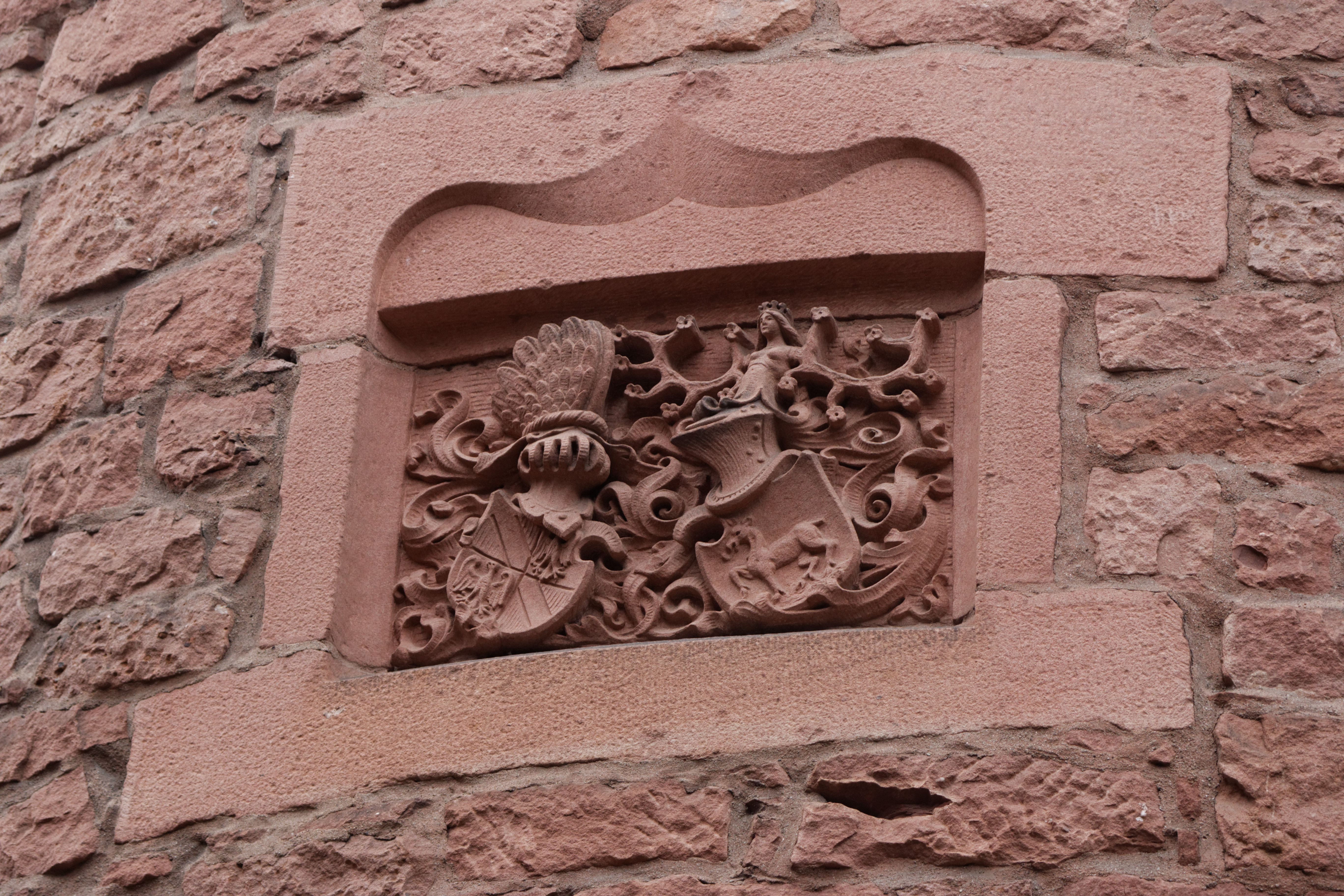
Herb Thierstain (P)
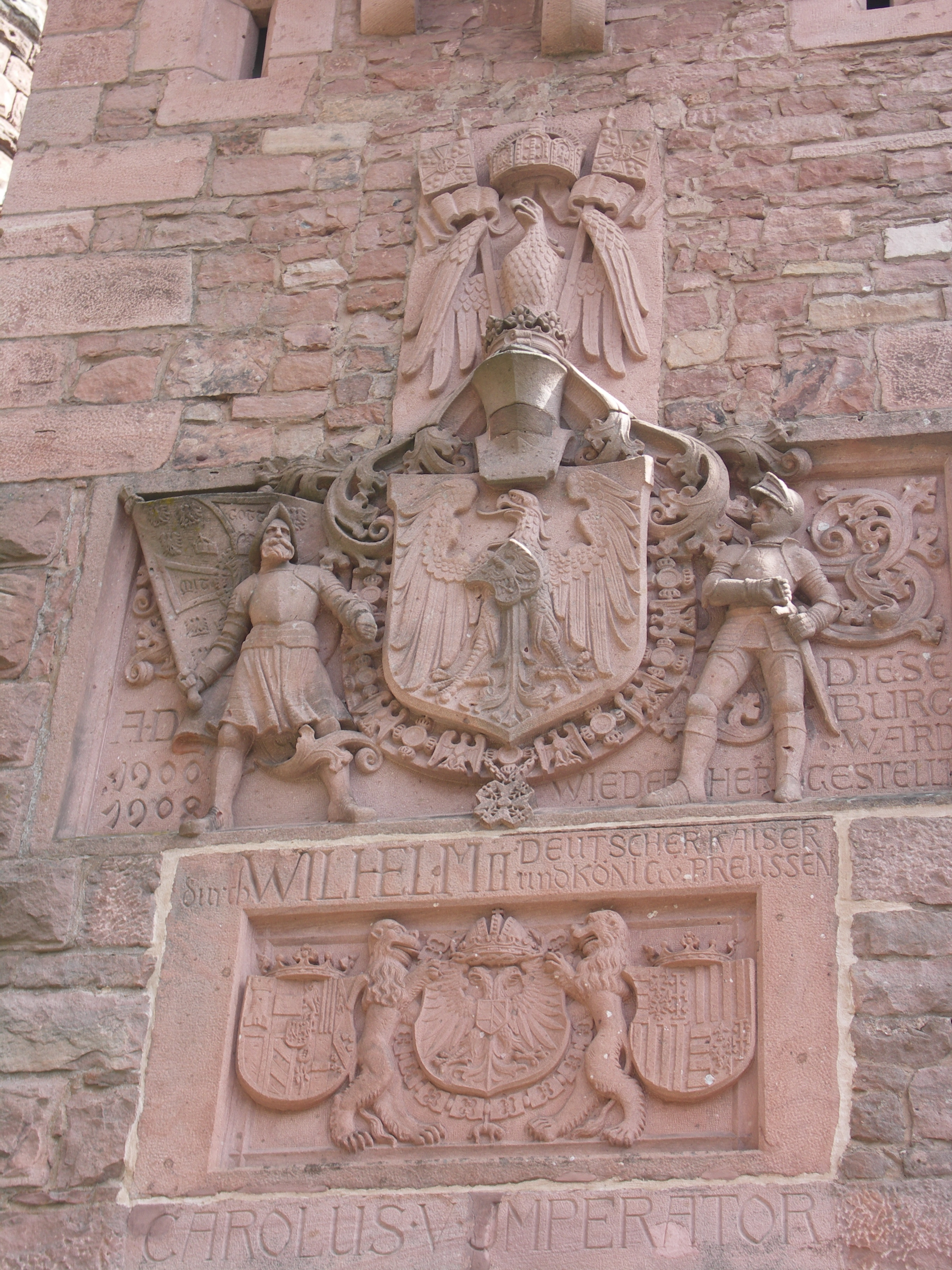
Herb Habsburgów
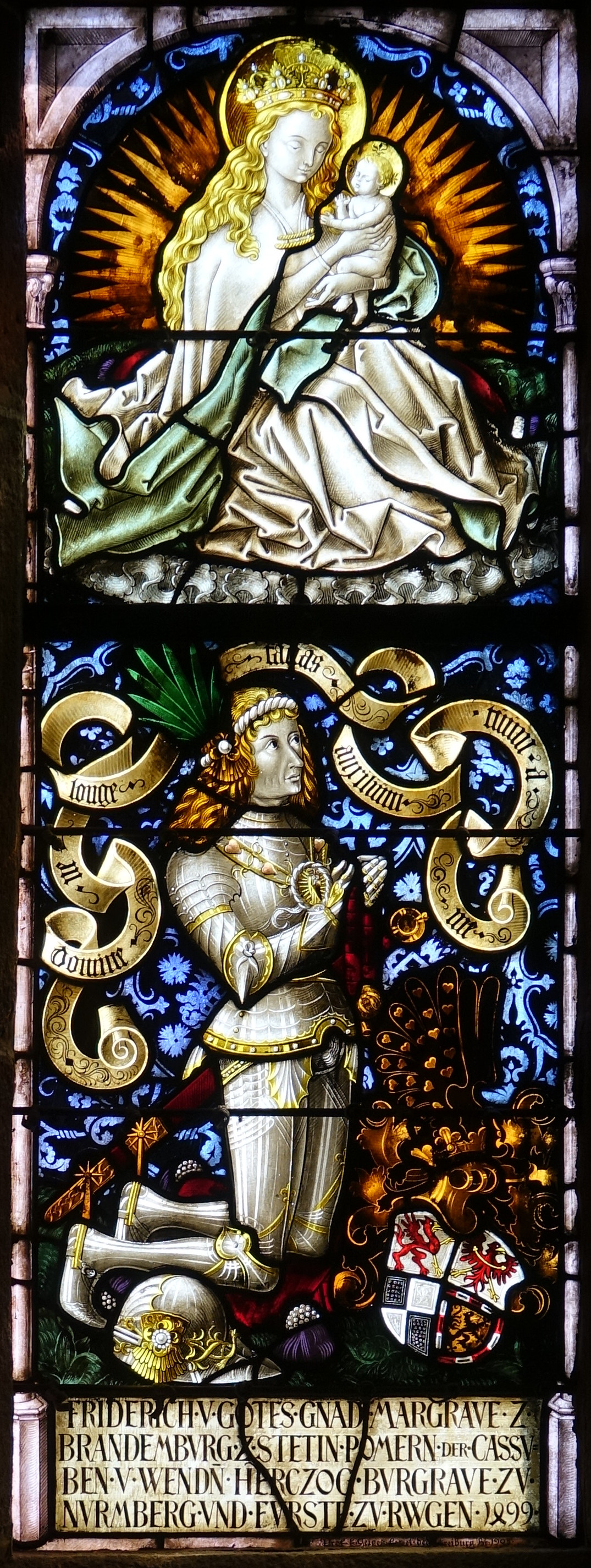
Witraż z Fryderykiem i herbem
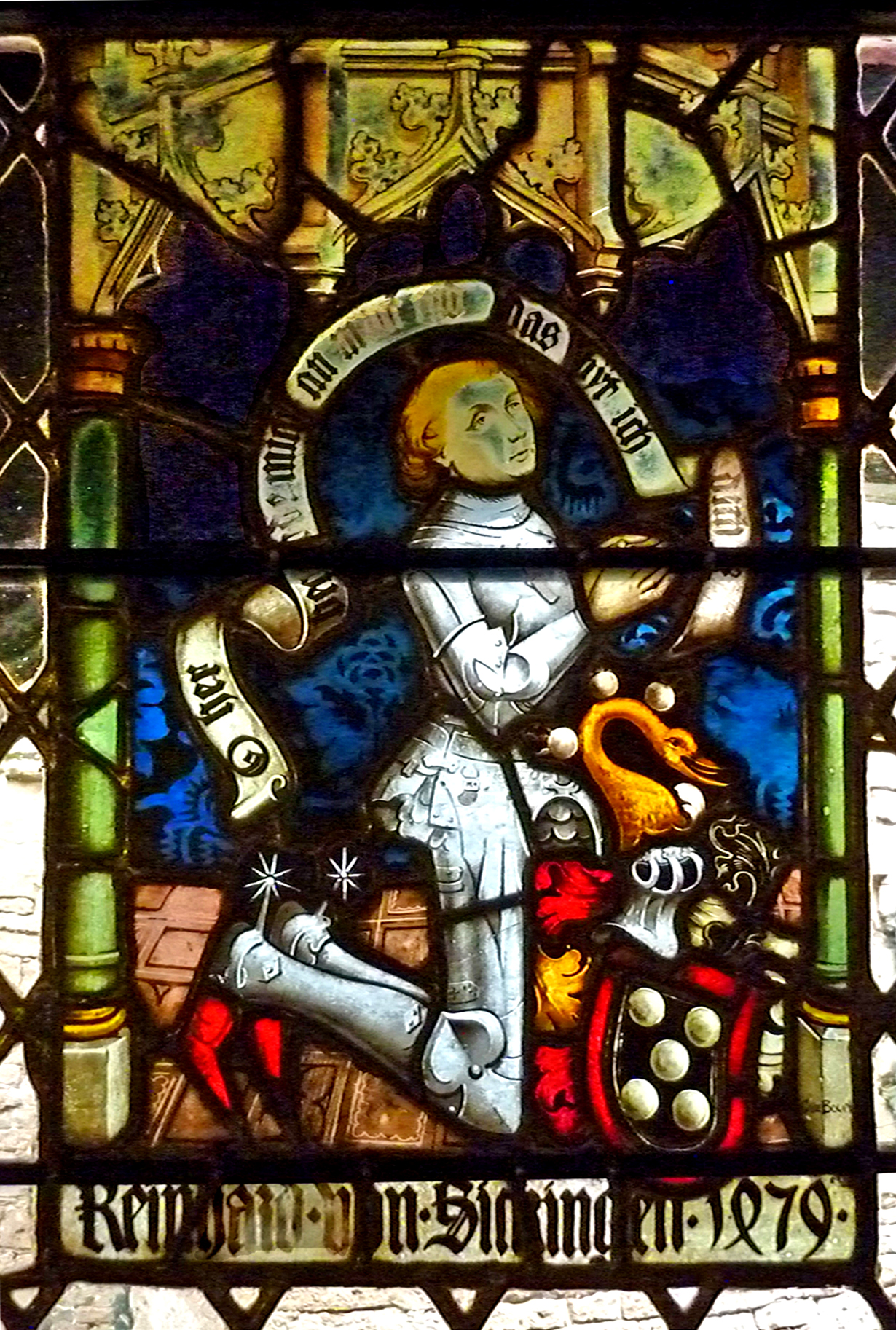
Witraż Stritta: Reinhard I Sickingen(inne języki)